# Göksel (Name)
Göksel ist ein türkischer männlicher und weiblicher Vorname mit der Bedeutung „himmlisch“ (wörtlich „Himmelsflut“), der auch als Familienname auftritt.

## Namensträger

### Vorname
- Göksel Demirpençe (* 1971), türkische Popsängerin Göksel
- Göksel Gencer (1974–2019), türkischer Fußballtorhüter
- Göksel Kundakçı (* 1988), türkischer Badmintonspieler
- İsmail Göksel Şenyüz (* 1976), türkischer Fußballspieler

### Familienname
- Burak Göksel (* 1991), türkischer Fußballspieler
- Ömür Göksel (* 1942), türkischer Jazz- und Popsänger